# Parnassiana chelmos
Parnassiana chelmos is een rechtvleugelig insect uit de familie sabelsprinkhanen (Tettigoniidae). De wetenschappelijke naam van deze soort is voor het eerst geldig gepubliceerd in 1941 door Zeuner.
1. ↑  (en) Parnassiana chelmos op de IUCN Red List of Threatened Species.